# カスティーリャ＝ラ・マンチャ自治州議会
カスティーリャ＝ラ・マンチャ自治州議会（Cortes de Castilla-La Mancha）は カスティーリャ＝ラ・マンチャ自治州の立法機関であり、自治州統轄機関であるフンタ・デ・カスティーリャ＝ラ・マンチャ（Junta de Castilla-La Mancha）を構成する3つの機関の一つである。トレドにある、サン・ヒルと呼ばれる旧フランシスコ会修道院におかれ、49名の議員によって構成される。

## 機能
主な機能は次の3点である。
- カスティーリャ＝ラ・マンチャ自治州首相の選出。
- 自治州政府によって立案された法律の審議、採決とマドリードの中央政府への法案の提起。
- 自治州代表上院議員の選出。

## 構成
カスティーリャ＝ラ・マンチャ自治州議会は、カスティーリャ＝ラ・マンチャ自治州を統轄するフンタ・デ・カスティーリャ＝ラ・マンチャを構成する3つの機関の一つで、49人の議員は自治州住民の普通選挙によって選ばれる。任期は4年で、アルバセーテ県に10議席、シウダ・レアル県に11議席、クエンカ県に8議席、グアダラハーラ県に8議席、トレド県に12議席が割り当てられている。カスティーリャ＝ラ・マンチャ自治州憲章（Estatuto de Autonomía de Castilla-La Mancha）第10条には、選挙は4年ごとの5月の第4日曜に行われることに規定されており、このことは州首相が任意の時期に選挙を実施する権能を持つバスク州、カタルーニャ州、バレンシア州、ガリシア州、アンダルシア州とは異なっている。
2011年の自治州議会議員選挙の結果は、社会労働党（PSOE）が24議席、国民党（PP）が25議席で、国民党が過半数を獲得、同党の州首相候補者で国民党幹事長で、カスティーリャ＝ラ・マンチャ国民党代表のマリア・ドローレス・デ・コスペダルが6月21日に州首相に就任した。
社会労働党は1983年以来保持してきた州議会での与党の座を初めて国民党に明け渡した。

## 歴代州議会議長
| 回 | 氏名                                               | 在任期間    | 政党 | 政党 |
| -- | -------------------------------------------------- | ----------- | ---- | ---- |
| 1  | フランシスコ・ハビエル・デ・イリサル・オルテーガ   | 1983 - 1987 |      | PSOE |
| 2  | ホセ・マヌエル・マルティネス・センサーノ           | 1987 - 1991 |      | PSOE |
| 3  | ホセ・マリーア・バレーダ・フォンテス               | 1991 - 1995 |      | PSOE |
| 4  | ホセ・マリーア・バレーダ・フォンテス               | 1995 - 1997 |      | PSOE |
| 4  | マリーア・デル・カルメン・ブラスケス・マルティネス | 1997 - 1999 |      | PSOE |
| 5  | アントーニオ・マルコ・マルティネス                 | 1999 - 2003 |      | PSOE |
| 6  | フェルナンド・ロペス・カラスコ                     | 2003 - 2007 |      | PSOE |
| 7  | フランシスコ・パルド・ピケーラス                   | 2007 - 2011 |      | PSOE |
| 8  | ビセンテ・ティラード・オチョア                     | 2011 - 2015 |      | PP   |
| 9  | ヘスス・フェルナンデス・バケイロ                   | 2015 - 2019 |      | PSOE |
| 10 | パブロ・ベリード                                   | 2015 -      |      | PSOE |